# Ny1 Lyrae
 Ny1 Lyrae ( ν1 Lyrae, förkortat  Ny1 Lyr,  ν1 Lyr) som är stjärnans Bayerbeteckning, är en ensam stjärna belägen i den södra delen av stjärnbilden Lyran. Den har en skenbar magnitud på 5,91 och är svagt synlig för blotta ögat på platser utan ljusföroreningar. Baserat på parallaxmätning inom Hipparcosuppdraget på ca 2,5 mas, beräknas den befinna sig på ett avstånd av ca 1 300 ljusår (400 parsek) från solen. På detta avstånd minskar stjärnans skenbara magnitud med en skymningsfaktor på 0,35 på grund av interstellärt stoft.

## Egenskaper
Ny1 Lyrae är en blå-vit underjättestjärna av spektralklass B3 IV. Den har en massa som är 6,9 gånger större än solens och en radie som är 3,35 gånger större än solens radie. Den utsänder från dess fotosfär 1 460 gånger mer energi än solen vid en effektiv temperatur på ca 14  500 K. Den är en misstänkt variabel.
Ny1 Lyrae har fyra svaga visuella följeslagare, varav den närmaste är en stjärna av 13:e magnituden och med en vinkelseparation på 34,1 bågsekunder vid en positionsvinkel på 76°, från 2009.